# Відкритий чемпіонат Франції з тенісу 1993
Відкритий чемпіонат Франції з тенісу 1993 — тенісний турнір, що проходив на відкритому повітрі на ґрунтових кортах Стад Ролан Гаррос у Парижі з 24 травня по 6 червня 1993 року. Це був 94-й Відкритий чемпіонат Франції, другий турнір Великого шолома в календарному році.

## Огляд подій та досягнень
У чоловічому одиночному розряді перемогу здобув Серхі Бругера, здолавши в фіналі чемпіона двох попередніх років Джима Кур'є. Це була для нього перша з двох перемог на Ролан-Гарросі (інших титулів Великого шолома Бругера не вигравав). 
У жінок чемпіонка трьох попередніх років Моніка Селеш пропустила турнір через ножове поранення. Штеффі Граф виграла свій третій чемпіонат Франції й 12-й титул Великого шолома.
Переможниці одиночного розряду серед дівчат Мартіні Хінгіс на той час не виповнилося ще 13 років. Хінгіс так і не виграла Ролан-Гаррос серед дорослих. Це єдиний титул Великого шолома, що їй не скорився.

## Результати фінальних матчів

### Дорослі
| Одиночний розряд. Чоловіки          |                                     |                         |
| Серхі Бругера                       | Джим Кур'є                          | 6–4, 2–6, 6–2, 3–6, 6–3 |
|                                     |                                     |                         |
| Одиночний розряд. Жінки             |                                     |                         |
| Штеффі Граф                         | Мері Джо Фернандес                  | 4–6, 6–2, 6–4           |
|                                     |                                     |                         |
| Парний розряд. Чоловіки             |                                     |                         |
| Люк Дженсен Мерфі Дженсен           | Марк-Кевін Гелльнер Давід Пріносіл  | 6–4, 6–7, 6–4           |
|                                     |                                     |                         |
| Парний розряд. Жінки                |                                     |                         |
| Джиджі Фернандес Наташа Звєрєва     | Лариса Савченко-Нейланд Яна Новотна | 6–3, 7–5                |
|                                     |                                     |                         |
| Мікст                               |                                     |                         |
| Евгенія Манюкова Андрій Ольховський | Елна Райнах Дані Віссер             | 6–2, 4–6, 6–4           |
|                                     |                                     |                         |

### Юніори
| Одиночний розряд. Хлопці      |                             |               |
| Роберто Карретеро             | Альберт Коста               | 6–0, 7–6      |
|                               |                             |               |
| Одиночний розряд. Дівчата     |                             |               |
| Мартіна Хінгіс                | Лоранс Куртуа               | 7–5, 7–5      |
|                               |                             |               |
| Парний розряд. Хлопці         |                             |               |
| Стівен Даунс Джеймс Грінгальф | Невілл Годмен Гарет Вільямс | 6–1, 6–1      |
|                               |                             |               |
| Парний розряд. Дівчата        |                             |               |
| Лоранс Куртуа Нансі Фабер     | Лара Біттер Майке Кауцталь  | 3–6, 6–1, 6–3 |
|                               |                             |               |